# AGO S.I

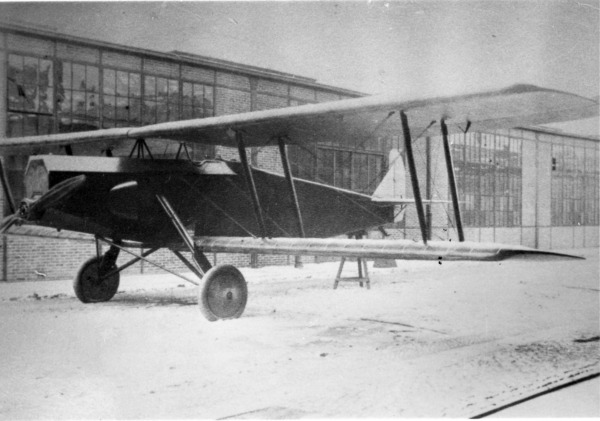
AGO S.I

Le AGO S.I était un biplan monoplace d'attaque au sol allemand construit par la AGO Flugzeugwerke en octobre 1918 mais qui n'a sans doute jamais volé avant la fin de la Première Guerre mondiale.

## Caractéristiques générales
- Équipage: un, le pilote
- Motorisation: 1 × 150 ch Basse und Selve BuS III

## Armement
- 2 mitrailleuses ×
- 1 canon de 20 mm Becker